# Richard Zsigmondy

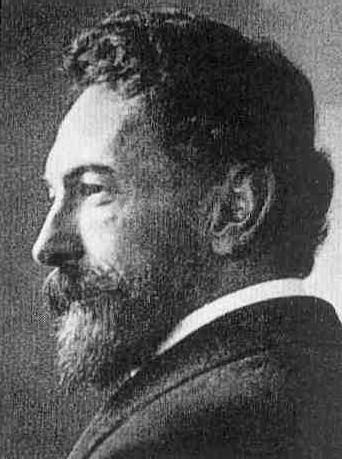
Richard Zsigmondy, um 1900

Richard Adolf Zsigmondy (* 1. April 1865 in Wien; † 23. September 1929 in Göttingen) war ein österreichischer Chemiker ungarischer Abstammung, Forscher auf dem Gebiet der Kolloidchemie und der Mikroskopie und Nobelpreisträger für Chemie.

## Lebenslauf
Richard Zsigmondy war der dritte von vier Söhnen des Zahnarztes Adolph Zsigmondy. Er begann 1883 ein Studium der technischen Chemie an der k.k. Technischen Hochschule in Wien, wo er 1885 die 1. Staatsprüfung ablegte. 1887 wechselte er an die Universität München, wo er 1889 promovierte. Er war unter anderem Privatassistent in München (1889) und Berlin (1890 bis 1892) und von 1893 bis 1897 Assistent an der TU Graz, wo er sich habilitierte.
Von 1897 bis 1900 war er bei den Glaswerken Schott in Jena als wissenschaftlicher Mitarbeiter tätig, wo er das berühmt gewordene Jenaer Milchglas entwickelte und mehrere Patente erwarb.
Von 1900 bis 1907 lebte er als Privatgelehrter in Jena. 1907 zog er sich mit seiner Familie auf seinen Besitz in Terlago bei Trient zurück, und von 1908 bis zu seinem Tod im Jahr 1929 war er ordentlicher Professor für Anorganische Chemie an der Universität Göttingen. Sein Grab befindet sich auf dem Stadtfriedhof Göttingen, auf dem außer ihm noch weitere Nobelpreisträger bestattet sind.
Seine Brüder Emil und Otto waren bekannte Bergsteiger, Bruder Karl war Mathematiker und Rektor der Technischen Hochschule Wien. Seine Tochter Annemarie Zsigmondy war mit dem Chemiker und Physiker Erich Hückel verheiratet.
Nach ihm wurde das Richard-Zsigmondy-Stipendium der Kollagen-Gesellschaft benannt.

## Wissenschaftliche Leistungen

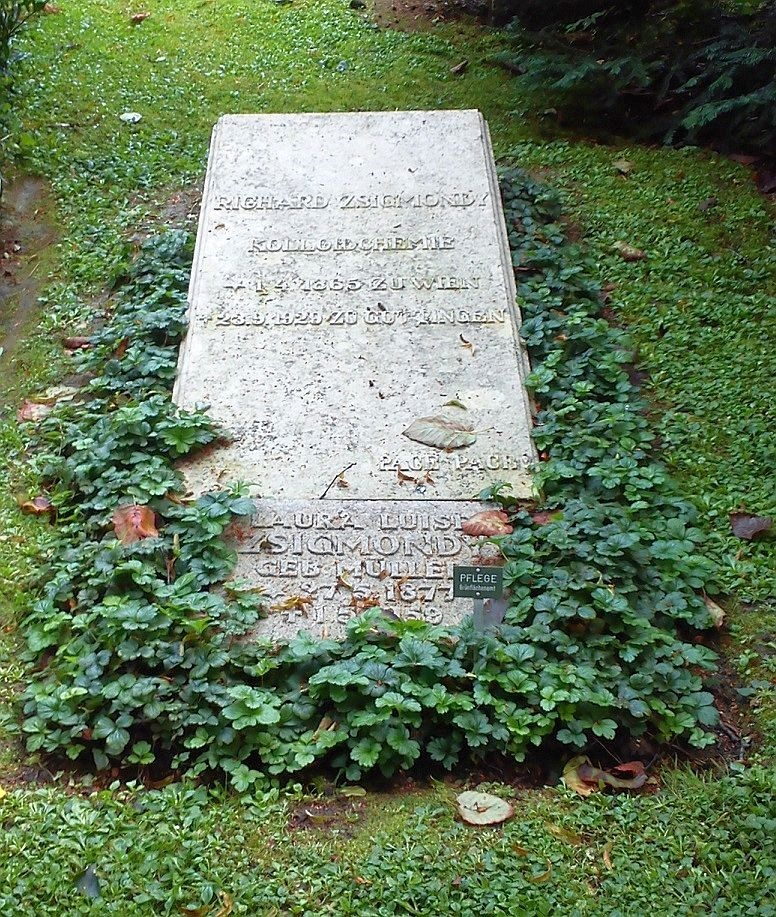
Grab auf dem Stadtfriedhof Göttingen

Zusammen mit dem Physiker Henry Siedentopf (Firma Zeiss) konstruierte er um 1902 ein Ultramikroskop, eine besondere Version eines Dunkelfeldmikroskops. Durch Verbesserung dieses Mikroskops schuf er 1912 das Immersions-Ultramikroskop, mit dem er Partikel mit der Größe von einem Millionstel Millimeter (Nanometer) sichtbar machen konnte.
Zsigmondy stellte ein System dreier Größenordnungen für die Zerteilung von Stoffen in Lösungsmitteln auf: Mikronen, Ultramikronen und Amikronen.
Um die Amikronen sichtbar machen zu können, entwickelte er die sogenannte Keimmethode.
1916 erfand er gemeinsam mit Wilhelm Bachmann den Membranfilter und Ultrafeinfilter.
Mit diesen bahnbrechenden Arbeiten, in Zusammenarbeit mit der Firma de Haën in Seelze und mit den Göttinger Sartorius-Werken, schuf er die Voraussetzungen für die Führungsstellung Deutschlands in der Membrantechnologie.
Seine Forschungstätigkeit war auch für die Biologie und Medizin von besonderer Bedeutung, da sich aus ihr ergab, dass das Protoplasma alle Merkmale und Veränderungen von kolloiden Lösungen (z. B. Lichtstreuung) aufweist.

## Ehrungen
Zsigmondy erhielt 1925 (verliehen 1926) den Nobelpreis für Chemie „für die Aufklärung der heterogenen Natur kolloidaler Lösungen sowie für die dabei angewandten Methoden, die grundlegend für die moderne Kolloidchemie sind“.
Im Jahr 1956 wurde in Wien-Simmering (11. Bezirk) die Zsigmondygasse nach ihm benannt. Der Mondkrater Zsigmondy trägt seinen Namen.

## Schriften (Auswahl)
- Zur Erkenntnis der Kolloide. 1905.
- Über Kolloid-Chemie mit besonderer Berücksichtigung der anorganischen Kolloide. 1907.
- Kolloidchemie. 1912.
- mit G. Jander: Über die technische Gasanalyse. 1920.
- mit A. Thiessen: Über das kolloide Gold. 1925.